# Menkauhor Kaiu
Menkauhor Kaiu (còn được gọi là Ikauhor, tiếng Hy Lạp cổ là Mencherês, Μεγχερῆς) là một vị pharaon của Ai Cập cổ đại thuộc thời kỳ Cổ vương quốc. Ông là vị vua thứ bảy của Vương triều thứ Năm, triều đại của ông tồn tại vào khoảng cuối thế kỷ 25 hoặc đầu thế kỷ 24 TCN.
Menkauhor có thể đã trị vì tám hoặc chín năm, ông đã kế vị vua Nyuserre Ini, và sau này được Djedkare Isesi kế vị. Mặc dù Menkauhor đã được chứng thực thông qua các ghi chép lịch sử, chỉ còn sót lại rất ít các hiện vật có niên đại thuộc về vương triều của ông cho đến ngày nay. Bởi vậy, mối quan hệ huyết thống của ông với vị vua tiền nhiệm và vị vua kế nhiệm hiện vẫn chưa rõ ràng, và cũng chưa có bất cứ người con nào của ông được biết đến. Khentkaus III có thể là thân mẫu của Menkauhor, theo như những bằng chứng được phát hiện trong ngôi mộ của bà vào năm 2015.
Ngoài việc xây dựng các công trình kiến trúc, chúng ta chỉ biết được duy nhất một hoạt động đã diễn ra dưới vương triều của Menkauhor đó là một cuộc viễn chinh đến các mỏ đồng và ngọc lam ở Sinai. Menkauhor đã ra lệnh xây dựng một ngôi đền mặt trời, được gọi là "Akhet-Ra" nghĩa là "Chân Trời của Ra". Đây là ngôi đền mặt trời cuối cùng được xây dựng, tuy nhiên ngôi đền này chỉ được nhắc đến thông qua các dòng chữ khắc được tìm thấy trong những ngôi mộ thuộc về các vị tư tế của nó, vị trí của nó cũng chưa được xác định. Menkauhor đã được chôn cất trong một kim tự tháp nhỏ ở Saqqara, nó được người Ai Cập cổ đại gọi tên là Netjer-Ipet Menkauhor, "Ngôi nhà thiêng liêng của Menkauhor". Ngày nay, nó được biết đến với tên gọi là Kim tự tháp không đầu, tàn tích của nó đã bị cát vùi lấp cho đến khi được phát hiện lại vào năm 2008.
Menkauhor còn là hình tượng trung tâm của một sự thờ cúng tang lễ tồn tại lâu dài cho đến tận giai đoạn cuối thời kỳ Cổ vương quốc, với ít nhất bảy điền trang nông nghiệp sản xuất các hàng hoá cho các nghi lễ hiến tế cần thiết. Menkauhor được thờ cúng như một vị thần, được biết đến với danh hiệu "Vị Thần hùng mạnh của Hai vùng đất, Menkauhor Công Bằng" đã lặp lại trong suốt thời kỳ Tân Vương quốc (khoảng 1550 - 1077 TCN), và kéo dài ít nhất là cho đến vương triều thứ Mười Chín (khoảng năm 1292 - khoảng năm 1077 TCN), khoảng 1200 năm sau khi ông qua đời.

## Chứng thực

### Lịch sử
Menkauhor được chứng thực thông qua ba nguồn ghi chép bằng chữ tượng hình, tất cả đều có niên đại thuộc về giai đoạn nửa sau của thời kỳ Tân Vương quốc. Tên của ông được ghi lại trong mục thứ 31 của bản Danh sách Vua Abydos, vốn được khắc trên các bức tường của một ngôi đền dưới triều đại của Seti I (1290-1279 trước Công nguyên). Ông cũng được đề cập trên phiến đá Saqqara (mục 30) và trên cuộn giấy cói Turin (cột thứ ba, hàng thứ 23), cả hai đều được viết dưới thời trị vì của vua Ramses II (1279-1213 trước Công nguyên). Cuộn giấy Turin ghi lại rằng triều đại của Menkauhor kéo dài trong tám năm. Cả ba nguồn trên đều cho rằng Menkauhor đã kế vị Nyuserre Ini và được kế vị bởi Djedkare Isesi, do đó ông là vị pharaon thứ bảy của vương triều thứ Năm.
Menkauhor có thể cũng đã được nhắc đến trong tác phẩm Aegyptiaca, một tác phẩm ghi chép lại lịch sử của Ai Cập được vị tư tế người Ai Cập là Manetho viết vào thế kỷ thứ 3 trước Công nguyên dưới thời trị vì của vua Ptolemaios II (283-246 TCN), tuy nhiên không còn bản chép nào của tác phẩm này còn tồn tại cho đến ngày nay, và chúng ta chỉ biết đến nó thông qua tác phẩm sau này của Sextus Julius Africanus và Eusebius. Africanus ghi lại rằng Aegyptiaca đề cập đến một vị pharaon "Mencherês" đã trị vì trong chín năm và là vị vua thứ bảy của vương triều thứ Năm. Mencherês được cho là một cách viết theo tiếng Hy Lạp của Menkauhor, và con số chín năm của Africanus cũng gần phù hợp với con số tám năm trị vì của Menkauhor theo như cuộn giấy cói Turin, con số thứ hai này còn được một số nhà Ai Cập học bao gồm Hartwig Altenmüller xem là chính xác hơn.

### Nguồn đương thời

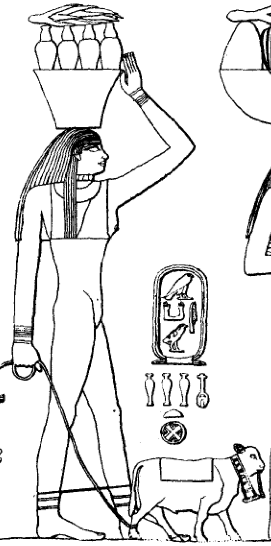
Hình ảnh nhân cách hóa điền trang nông nghiệp của Menkauhor, ngôi mộ của Ptahhotep, Saqqara

### Tên gọi

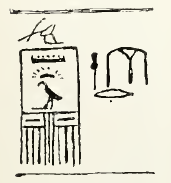
Bản vẽ con dấu trụ lăn của Menkauhor Kaiu

### Niên đại

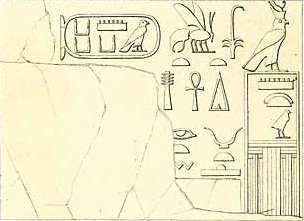
Phù điêu của Menkauhor Kaiu đến từ Wadi Maghareh

### Kim tự tháp

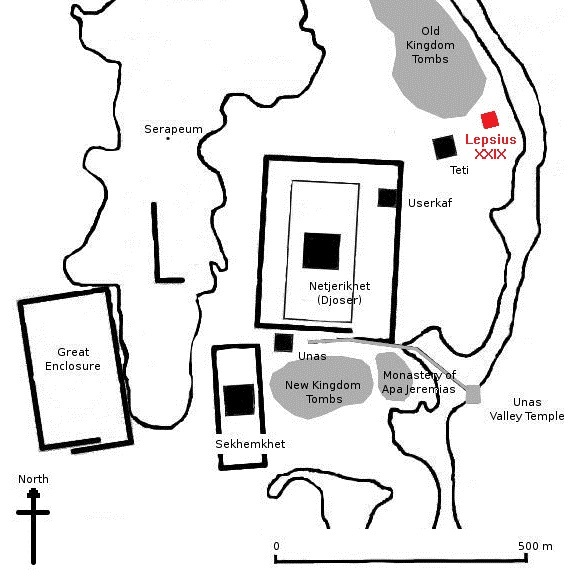
Kim tự tháp của Menkauhor (Lepsius XXIX) đã được xây dựng trên trục Nam-Tây Bắc-Đông kết nối kim tự tháp Djoser, Userkaf và cả Unas và Teti sau khi Menkauhor chết lại với nhau.

## Sự thờ cúng tang lễ

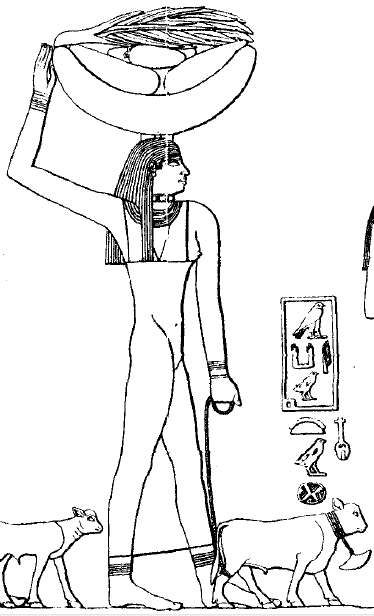
Phác họa Ḥwt điền trang của Menkauhor đã ghi: "Menkauhor với diện mạo hoàn hảo", Mộ Ptahhotep.

### Thời kỳ Tân vương quốc

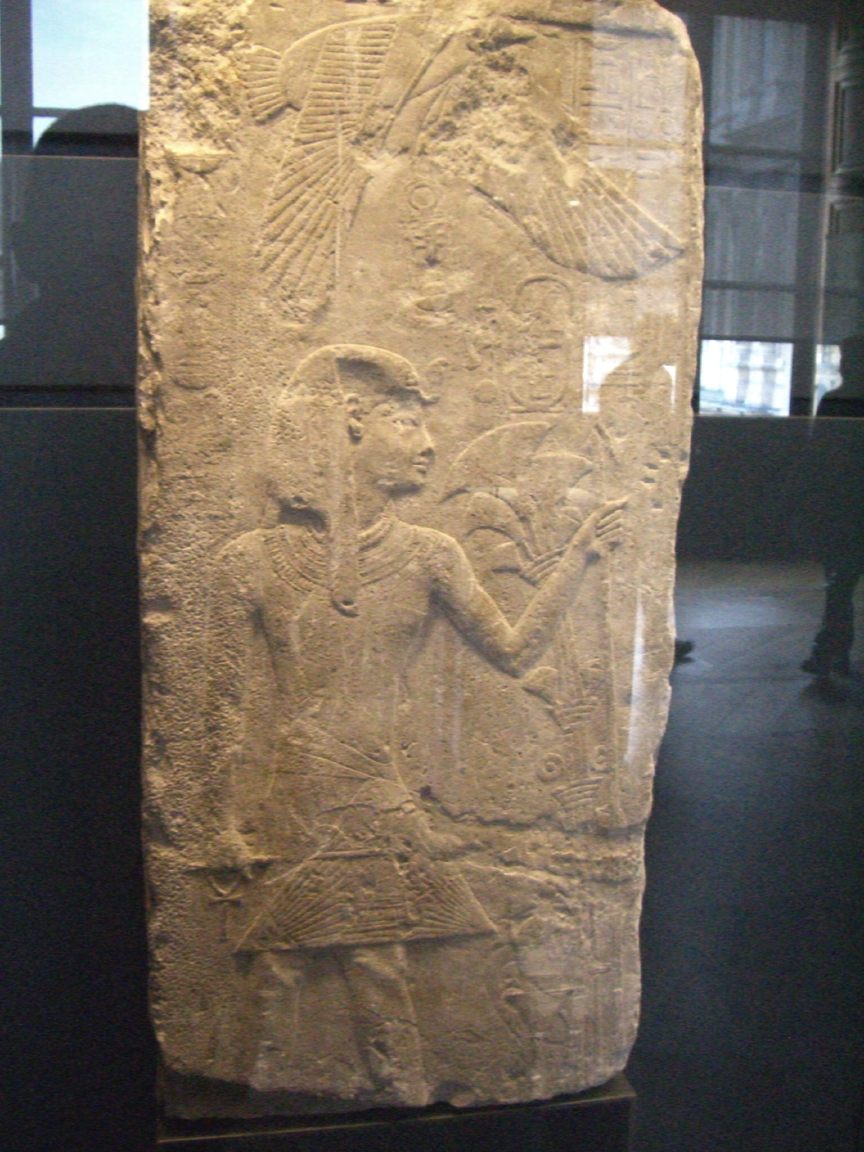
Menkauhor hiện diện trên một tấm bia đá đến từ ngôi mộ của Ameneminet, Louvre